# أسامة سوكحان
أسامة سوكحان (مواليد 11 يناير 1999)؛ هو لاعب كرة قدم مغربي يلعب كظهير أيسر لصالح الرجاء البيضاوي.

## روابط خارجية
- أسامة سوكحان على موقع قاعدة بيانات كرة القدم.إي يو (الإنجليزية)